# JDS Kikuzuki
Pour les autres navires du même nom, voir Kikuzuki.
Le JDS Kikuzuki (DD-165) est un destroyer japonais des années 1960 utilisé pour l’entrainement. Il est une des quatre unités de la classe Takatsuki.

## Historique
Il est lancé le 15 mars 1966 au chantier naval de Mitsubishi à Nagasaki. Il entre en service le 27 mars 1968 et effectue plusieurs tours du monde en tant que navire-école. 
Il subit une profonde modernisation entre le 30 mai 1985 et le 26 décembre 1986. 
Il est retiré du service le 6 novembre 2003 après avoir navigué 67 678 heures de voyage et navigué environ 1,5 million de km. Il est envoyé en avril 2005 sur l'île d'Etajima pour son démantèlement.

## Électronique
- 1 radar de veille air Melco OPS-11B-Y
- 1 radar de veille surface JRC OPS-17
- 1 contrôle de tir Type 2-12B
- 2 contrôles de tir General Electric Mk.35
- 1 sonar actif d’attaque NEC SQS-35J
- 1 sonar passif remorqué EDO SQR-18 TACTASS
- 1 contrôle d’armes US Mk.56
- 1 contrôle d’armes Type 2-12B
- 1 système de combat OYQ-5
- 1 liaison 14
- 1 système SATCOM
- 2 (2 × 6) lance leurres Loral Hycor Mk.36 SRBOC
- 1 détecteur radar NEC NOLR-9
- 1 brouilleur radar Fujitsu OLT-3

## Armement
Après sa modernisation :
Missiles :
- 8 (2 × 4) RGM-84 Harpoon
- 1 (1 × 8) Raytheon Mk.29 avec 16 RIM-7M Sea Sparrow
- 1 (1 × 8) Mk.112 avec 8 RUR-5A ASROC

Artillerie :
- 1 FMC Automatic Mk.42 de 127/54 mm
- 1 (1 × 6) Mk.15 Vulcan phalanx de 20 mm

Mortier :
- 1 (1 × 4) Bofors Type 71 de 375 mm

Torpilles :
- 6 (2 × 3) Type 68 de 324 mm avec 6 Honeywell Mk.46 mod.5 NEARTIP